# Microsiervos (blog)
Microsiervos es un  blog español multitemático, aunque con énfasis en temas científicos, tecnológicos y curiosidades.

## Temática
Suelen tratar con un toque de humor los diversos temas que mencionan. Tecnología, divulgación científica, informática, humor, actualidad en Internet, astronomía, aviación, juegos de azar, leyendas urbanas, gadgets, grandes o pequeñas conspiraciones y puzles. También publican en ocasiones reseñas de libros y películas o vivencias de los autores o gente cercana. La variedad de temas es reflejo de los intereses de cada uno de los autores.

## Historia
Microsiervos es el resultado de la fusión de dos blogs que ya existían con anterioridad: Hiperespacio.com (que comenzó a publicarse el 19 de julio de 2001) y Microsiervos.org (inaugurado por Palou en enero de 2002). Cuentan con presencia en Twitter desde el 21 de marzo de 2007, lo que constituye un excelente historial paralelo para la búsqueda de los artículos publicados.
Su nombre fue escogido por la novela del mismo título, Microsiervos, de Douglas Coupland, publicada en 1995.

## Autores
Álvaro Ibáñez ("Alvy"), Nacho Palou y Javier Pedreira ("Wicho").

## Comentarios
Tras el verano de 2005 alcanzaron la distinción de ser uno de los blogs más visitados, lo cual generó un cuantioso número de comentarios que debían ser revisados y moderados. Debido al trabajo que esto requería los comentarios acabaron siendo deshabilitados.

## Relevancia
Las estadísticas de enero de 2008 arrojan los siguientes datos:
- Google Analytics indica que en enero de 2008[2] les visitaron en total 1.008.000 Usuarios Únicos Absolutos (récord histórico).
- Se contabilizaron 56.000 suscriptores a su Feed RSS principal.
- Según el informe de Nielsen NetRatings Market Intelligence, el número de «navegadores únicos» (usuarios únicos) fue de 853.332 en el total del mes.

Todo esto se refiere al conjunto total de contenidos que existe en Microsiervos, desduplicando los usuarios únicos.
Por otra parte su posición en los rankings es la siguiente:
- Lleva en el Top 100 de Technorati desde el mes de octubre de 2005 y actualmente es el único blog español que está en dicho listado, ocupando la posición 45 en enero de 2008.[3]
- Lleva en el puesto #1 de los blogs de España de forma continua desde el mes de abril de 2006 según el ranking de Alianzo.[4]
- Lleva en el Top 20 de Wikio desde noviembre de 2007, posicionando a Microsiervos en la segunda posición absoluta (y primera de España).[5]
- Para el 21 de agosto de 2016 el sitio web Alexa reporta un escaño global en el lugar n.º 21225 y para España en el lugar n.º 493.[6]

Por último sus estadísticas han sido públicas desde casi sus orígenes y pueden ser consultadas libremente.

## Publicidad
Pese a que al principio eran muy reacios a insertar publicidad en sus páginas que pudieran molestar a los lectores, en julio de 2007, y tras unos cuantos meses de experimentos y análisis, decidieron incorporar WSL Selección, servicio de la compañía Weblogs SL que ofrece a un grupo de blogs independientes para gestionar en conjunto su publicidad comercial, en forma módulos fijos de patrocinio o banners gráficos. Cada blog mantiene su control editorial propio y decide qué tipo de publicidad admite y en qué formatos, pero desde el punto de vista comercial y técnico esta labor se realiza de forma centralizada.
Microsiervos es uno de los pocos blogs que permite a los lectores elegir si prefieren o no ver la publicidad comercial en las páginas, y que pueden decidir que no se muestre con un solo clic desde la página de preferencias.

## Premios y nominaciones
- Día de Internet 2005 - Wicho nominado entre los diez finalistas, categoría Mejor Webloger o Periodista Digital.
- Favoritos Expansión 2005 - Nominados entre los diez finalistas, Weblogs Tecnología.
- Premios Bitácoras 2004 - Primer premio a la Mejor Bitácora Colectiva.
- The BOBs «Best of Blogs» 2004 - Nominados entre los diez finalistas, categoría Mejor blog periodístico español.
- II Premios Bitácoras.net (2003) - Primer premio: Mejor Bitácora Grupal; Segundo puesto, Mejor Contenido

### Libros
- Microsiervos (2007). Los mejores 100 blogs en castellano. MADRID: Revista Personal Computer & Internet Nº 54 (Hobbypress). Pag. 36.

### Artículos de prensa
- El País (2004). «Los usuarios de blogs en español prefieren minid, barrapunto y microsiervos». Diario El País (Edición de 20 de julio de 2004).

- ROMERO, PABLO (2005). «Ser Los blogs, al alza (INFORME E-ESPAÑA 2005 DE AUNA)». Diario El Mundo (Edición de 29 de junio de 2005).

- GOMEZ ALLER, JUAN (2006). «Un blog escrito en A Coruña, en el top 100 de Internet». Diario ADN (Edición de 28 de marzo de 2006).

- MOYANO, ÍCARO / FERNÁNDEZ, PABLO (2006). «Ser un microsiervo es como compartir casa». Diario El País (Edición de 17 de abril de 2006).

- SARRIEGUI, JOSEP M. (2007). «Escaparate del siglo XXI». Diario El País (Edición de 1 de enero de 2007).

- GAMEZ, LUIS ALFONSO. (2007). «La explosión de los blogs». Diario El Comercio (Edición de 20 de enero de 2007).

- Barcelona (Redacción) (2007). «Arrancan las IV Jornadas de Blogs y Medios de Comunicación dedicadas al poder de las masas en la Red». Diario La Vanguardia (Edición de 10 de mayo de 2007). Archivado desde el original el 10 de enero de 2008. Consultado el 11 de febrero de 2008.

- D.C. (2008). «Los 20 blogs más influyentes del mundo». Diario El País (Edición de 9 de enero de 2008).

- JIMÉNEZ CANO, ROSA (2008). «Microsiervos redescubren la red». Diario El País (Edición de 25 de enero de 2008).

### Revistas
- ESCOLAR, NACHO (2005). «Algunas bitácoras para empezar a leer». Muy Interesante (Edición abril de 2005).

### TV
- Redacción Tele5 (2004). «Blogs». Tele5.

- SANCHEZ, JAVIER (2005). «Internet a Mano». Localia TV (Programa Internet a Mano emitido el 25 de abril de 2005).

### Radio
- GARCIA CAMPOY, CONCHA (2005). «Tertulia de Blogueros». Punto Radio (Programa de radio Tertulia de Blogueros emitido el 18 de octubre de 2005).

- LAPUENTE, CHEMA (2006). [http http://www.cadenaser.com/fonoteca/mas_fonoteca.html?prog=43 «SER Digital»]. Cadena SER (Programa de radio emitido el 20 de agosto de 2006).